# Siegfried Sudhaus
Siegfried Sudhaus (* 9. Juli 1863 in Treptow an der Rega; † 22. Oktober 1914 bei Bixschoote, Flandern) war ein deutscher Klassischer Philologe und Papyrologe und ab 1901 Lehrstuhlinhaber des Instituts für Klassische Philologie an der Universität Kiel. Bekannt wurde er durch seine textkritischen und editorischen Beiträge zu Menander und Philodemos von Gadara.

## Leben
Karl Anton Siegfried Sudhaus war Sohn des Gymnasiallehrers Carl Friedrich Sudhaus (1832–1888) und der Anna Maria Elisabeth, geb. Neumann (1841–1915).  Zu seinen elf Geschwistern zählten der evangelische Pfarrer Paul Sudhaus (1866–1947), der 1894 nach Südbrasilien auswanderte, sowie Hildegard Sudhaus (1878–1961), Lehrerin, die später Leiterin der Sudhaus-Schule in Hannover wurde. Siegfried Sudhaus legte die Reifeprüfung Ostern 1881 am Königlichen Bugenhagen-Gymnasium in Treptow a. d. Rega ab und studierte Klassische Philologie an der Rheinischen Friedrich-Wilhelms-Universität Bonn bei Franz Bücheler und Hermann Usener. Ein Semester an der Friedrich-Wilhelms-Universität Berlin bei Hermann Diels, Adolf Kirchhoff und Johannes Vahlen rundete sein Studium ab. Mit seinen Kommilitonen Albrecht Dieterich und Richard Wünsch verband ihn eine lebenslange Freundschaft. Während des Studiums wurde er Mitglied des Philologischen Vereins Bonn und des Akademisch-Philologischen Vereins Berlin im Naumburger Kartellverband und später Alter Herr beider Vereine.
Am 19. Februar 1887 legte Sudhaus das Erste Staatsexamen für die Fächer Latein, Griechisch und Deutsch ab. Als Einjährig-Freiwilliger wurde er 1888 Leutnant der Reserve. Das Probejahr absolvierte er am Königlich Preußischen Gymnasium Bonn. Am Städtischen Gymnasium in Bonn erhielt er am 1. April 1892 seine erste Festanstellung.
Zur selben Zeit betrieb Sudhaus auch seine akademische Karriere. Am 8. Juli 1892 wurde er an der Bonner Universität zum Dr. phil. promoviert. In den folgenden Jahren verfasste er mehrere Aufsätze zur Textkritik des Philodemos von Gadara, die er im Rheinischen Museum für Philologie veröffentlichte. Am 4. März 1899 habilitiert, erhielt er das Reisestipendium des Deutschen Archäologischen Instituts, das ihm die Erforschung der Papyrusfragmente des Philodemos ermöglichte.
Am 6. August 1901 folgte er dem Ruf der Christian-Albrechts-Universität Kiel (CAU) auf den Lehrstuhl für Klassische Philologie. Zu seinen Schülern dort zählte der Klassische Philologe Hermann Mutschmann. 1912/13 war Sudhaus Rektor der CAU. In seiner Rektoratsrede am 5. März 1912 befasste er sich mit König Ödipus´ Schuld. Am 18. September 1913 wurde er zum Geheimen Regierungsrat ernannt.
Siegfried Sudhaus heiratete am 14. März 1904 seine Cousine Anna Julie Sudhaus (1862–1945; Vater: Carl Wilhelm Sudhaus), bis dahin Leiterin der privaten Sudhaus-Schule in Hannover. Sie hatten zwei Söhne, Christian Albrecht (1905–1945) und Hans-Jürgen Arno (1907–1945).
Bei Ausbruch des Ersten Weltkriegs meldete sich Sudhaus als Freiwilliger. Er kam an die Westfront und fiel am 22. Oktober 1914 mit 51 Jahren in der Ersten Flandernschlacht bei Bixschoote. Sudhaus ist auf dem Deutschen Soldatenfriedhof von Langemark bestattet.
Seine wissenschaftlichen Unterlagen zu den herkulanischen Papyri gelangten in den Besitz seines Schülers Christian Jensen und wurden nach dessen Tod (1940) von Wolfgang Schmid 1943 aus dem Keller von Jensens zerstörtem Wohnhaus geborgen. Nach Schmids Tod (1980) gelangte das Material in den Besitz seines Schülers Karl August Neuhausen, der es 2007 an Jürgen Hammerstaedt weitergab.